# Segarra
Segarra is een comarca van de Spaanse autonome regio Catalonië. Het is onderdeel van de provincie Lleida. In 2005 telde Segarra 20.996 inwoners op een oppervlakte van 722,67 km². De hoofdstad van de comarca is Cervera.

## Gemeenten
| Gemeente              | Inwoners | Gemeente            | Inwoners | Gemeente               | Inwoners |
| --------------------- | -------- | ------------------- | -------- | ---------------------- | -------- |
| Biosca                | 235      | Cervera             | 8942     | Estaràs                | 181      |
| Granyanella           | 139      | Granyena de Segarra | 138      | Guissona               | 4874     |
| Ivorra                | 148      | Massoteres          | 205      | Montoliu de Segarra    | 188      |
| Montornès de Segarra  | 107      | Les Oluges          | 178      | Els Plans de Sió       | 547      |
| Ribera d'Ondara       | 465      | Sanaüja             | 464      | Sant Guim de Freixenet | 1063     |
| Sant Guim de la Plana | 198      | Sant Ramon          | 561      | Talavera               | 282      |
| Tarroja de Segarra    | 169      | Torà                | 1274     | Torrefeta i Florejacs  | 638      |